# V905 Scorpii
V905 Scorpii eller HD 160529 är en ensam stjärna i den mellersta delen av stjärnbilden Skorpionen. Den har en genomsnittlig skenbar magnitud av ca 6,66 och kräver åtminstone en handkikare eller ett mindre teleskop för att kunna observeras. Baserat på parallaxmätning inom Hipparcosuppdraget på ca 0,54 mas, beräknas den befinna sig på ett avstånd på ca 8 200 ljusår (2 500 parsek) från solen. Avståndet är dock osäkert och värden mellan 1,9 och 3,5 kpc har angetts. Den rör sig närmare solen med en heliocentrisk radialhastighet på ca -35 km/s.

## Observation

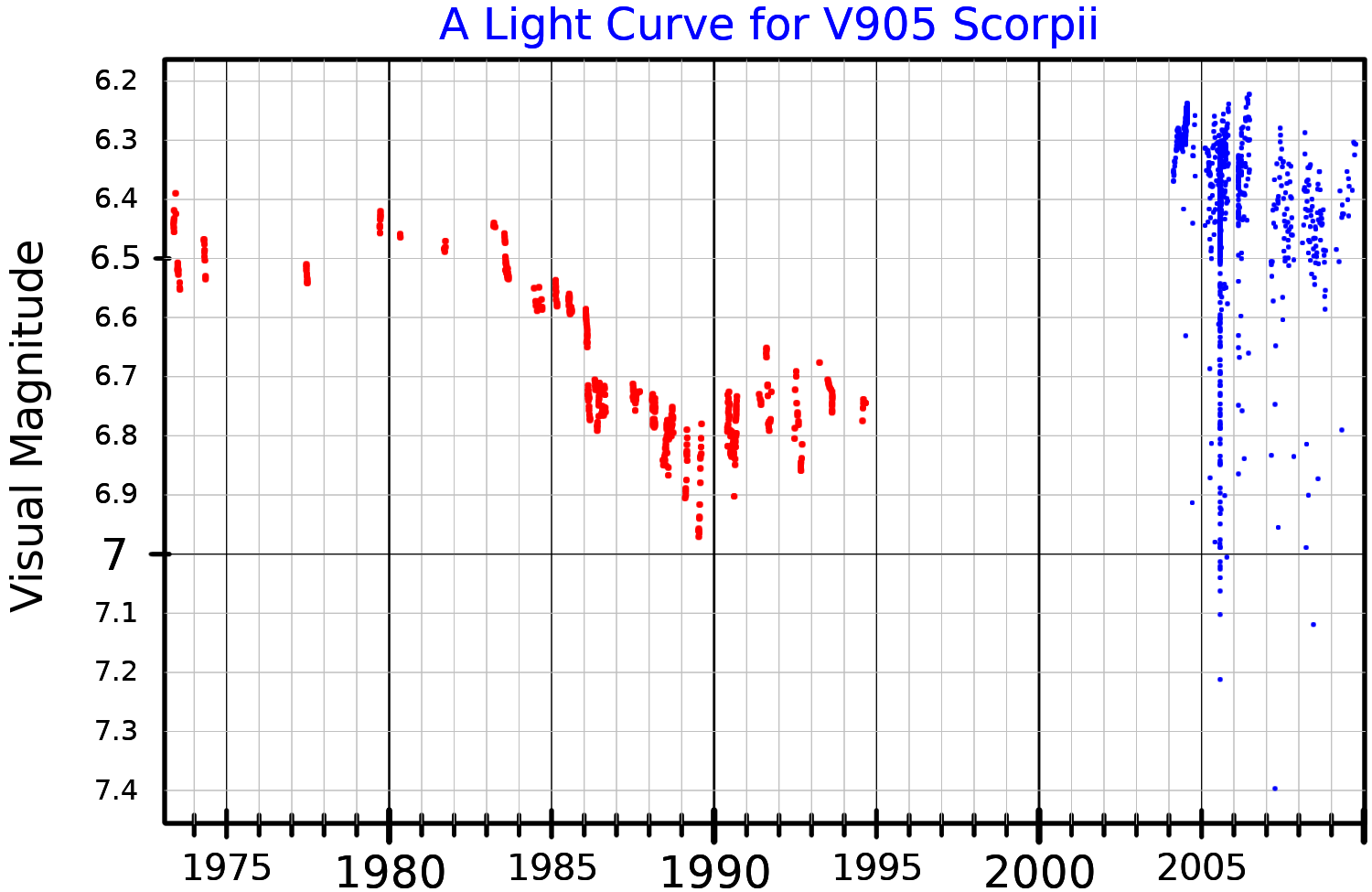
Ljuskurva för V905 Scorpii i visuella bandet. De röda markeringarna är plottade från Sterker et al. (1997) och de blå från ASAS-data.

V905 Scorpii har en säregen variabel spektraltyp med emissionslinjer och P Cygni-profiler. Vid visuellt maximum liknar den en A9-stjärna och åtminstone nära B8.
Baserat på ett avstånd på 2,5 kiloparsec varierar uppskattningen av radien från 150 solradier vid vila till 330 vid utbrott. Temperaturen varierar också, från 8 000 K i utbrott till 12 000 K i vila. Med dessa parametrar varierar den skenbara visuella magnituden med 0,5 och den bolometriska ljusstyrkan är konstant på 180 000 gånger solens.

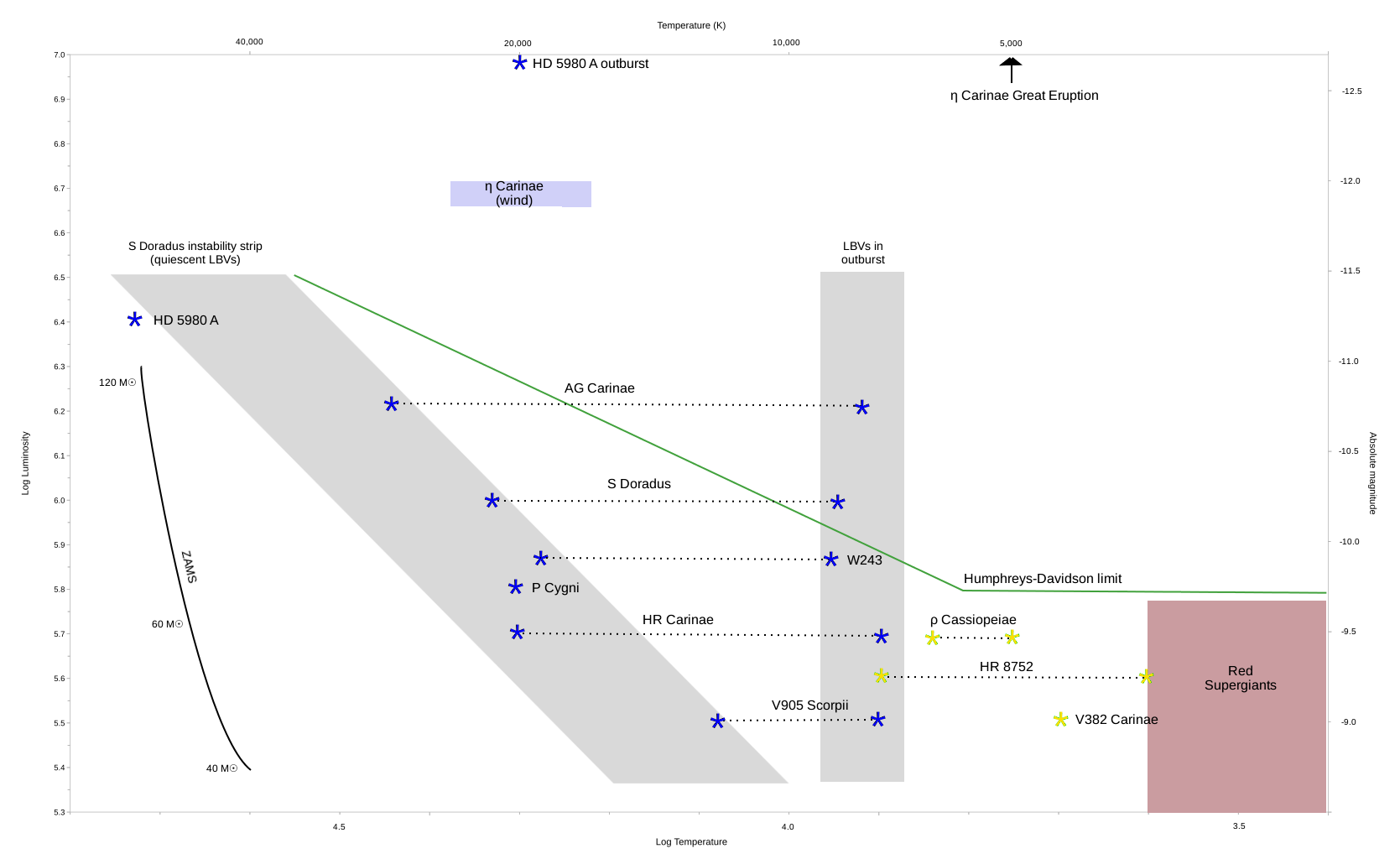
V905 Scorpii i jämförelse med andra LBV-stjärnor och kalla superjättar.

Uppskattningar av ytgravitationen leder till en massa på 13 solmassor och en trolig initial massa på 25 solmassor. Detta tyder på att V905 Scorpii är en före detta röd superjättestjärna.